# Сленг (група)
Сленг е българска рок група, започнала своята дейност като клубна група през 1997. Тя е сформирана от Димитър Екимов – главен вокалист и акустична китара, Калин Петров – клавишни инструменти и вокали, Петър Главанов – електрическа китара и вокали, Димитър Симеонов и Георги Цветков – ударни. По-късно в групата постъпват
Младен Несторов – „Патето“ – бас-китара и вокали, както и Димитър Митев – „Дънди“ – барабани и перкусии. Най-известният им хит – „Мой свят“ е включен в класацията на БГ Радио „500 най-велики български песни“.
След трагичната смърт на Димитър Екимов през 2008 групата преустановява дейност. През 2012 дъщеря му Дара Екимова и Ивайло Колев изпълняват коледната песен „Едно сърце“, създадена само за седмица, част от втория албум на Сленг.

## Успехи
През 2000 и 2001 година групата печели редица награди след издаването на първия си албум „Синьо“: „Златна нота“ на Мело ТВ Мания за песента „Мой свят“ и за най-добра група, „Форте“ – за най-добра група и др.

## Дискография

### Албуми
- Синьо (2000)
- Всеки ден (2004)
- Бъди – EP (2017)[1]

### Видеоклипове
- „Синьо“
- „Мой свят“
- „Любовта няма край“
- „Кой“
- „Луда глава“
- „След хиляди години сън“
- „Остани“
- „Хищник“
- „Фалшив“
- „Бъди“ (2017)